# Barbara Goerlich
Barbara Goerlich (* um 1964 in Reutlingen) ist eine deutsche Journalistin, Autorin und Restaurantkritikerin.

## Leben
Die gelernte Hotelfachfrau und Betriebswirtin lebt und arbeitet in Frankfurt am Main und schreibt unter anderem für das Slowfood Magazin, Der Feinschmecker und die Allgemeine Hotel- und Gastronomie-Zeitung. Ihr Volontariat absolvierte sie in einem Fachverlag, danach hatte sie diverse PR-Positionen in der internationalen Hotellerie inne.
Barbara Goerlich war Chefredakteurin der Zeitschrift Restaurant International und langjährige Kolumnistin der Frankfurter Rundschau (u. a. Tafelspitzen) sowie Autorin von Wirtschaftswoche und Financial Times. Als freie Journalistin und Autorin umfasst ihr Themenbereich Food & Lifestyle, Gastronomie & Hotellerie. Sie ist Mitglied des Food Editors Club Deutschland e.V. und des DJV Hessen, in dessen Vorstand sie als Vertreterin der Freien Journalisten viele Jahre tätig war.

## Ehrungen
- 2006 Silbermedaille der Gastronomischen Akademie Deutschlands (GAD) für ihr Fachbuch Das 1x1 der Pressearbeit im Gastgewerbe
- 2007 Silbermedaille der GAD für ihr Fachbuch Werbe-Rezepte
- 2008 Silbermedaille der GAD für ihr Fachbuch Das Revenue Management Buch. Wie Sie die Erträge Ihres Hotels steigern, mit Ko-Autorin Bianca Spalteholz.
- 2014 Gourmand World Cookbook Award 2014 Kategorie: Best Entertaining Cookbook Germany für Hessische Weiberwirtschaften
- 2014 Silbermedaille der GAD für ihr Buch Hessische Weiberwirtschaften. Refugien für Leib und Seele
- 2015 Silbermedaille der GAD für das Fachbuch Das Revenue Management Buch 3.0, mit Ko-Autorin Bianca Spalteholz.

## Werke (Auswahl)
Ratgeber
- Partyplaner Rhein-Main-Gebiet. Geburtstage, Parties, Fastnacht, Edition Companions, Hamburg 1999, ISBN 3-89740-120-7.
- Wo Köche einkaufen. Rhein-Main-Gebiet. Edition Companions, Hamburg 1999, ISBN 3-89740-140-1.
- Wohlfühlen & Co. im Rhein-Main-Gebiet. Tipps und Adressen zum Entspannen, Geniessen, Fitsein. Edition Companions, Hamburg 2000, ISBN 3-89740-230-0.
- Café-Cult. Kaffee-Kult im Rhein-Main-Gebiet. Edition Companions, Hamburg 2003, ISBN 3-89740-401-X.
- 111 Orte auf der Schwäbischen Alb, die man gesehen haben muss, Emons Köln, 2012, ISBN 978-3-89705-948-1.
- Gesund einkaufen in Frankfurt Rhein-Main, Emons Köln, 2012, ISBN 978-3-89705-943-6.
- mit Ingrid Schick: Hessen à la carte, Cocon Verlag, Hanau, 2012, ISBN 978-3-86314-200-1.
- mit Ingrid Schick: Fünfzig Mal Mund auf in Hessen: Was man gegessen haben muss, Dryas Verlag, 2013, ISBN 978-3-940855-39-8.
- Hessische Weiberschaften: Refugien für Leib und Seele – 30 Wirtinnen und ihre Lieblingsrezepte, Hädecke, 2013, ISBN 978-3-7750-0648-4.

- mit Ingrid Schick: Frühstück & Brunch in Frankfurt, Cocon Verlag, Hanau, 2011, ISBN 978-3-86314-211-7.
- Genießen unter freiem Himmel. Frankfurt und südliche Umgebung. 3. Aufl. B3-Verlag, Frankfurt/M. 2008, ISBN 978-3-938783-01-6.
- 111 Orte in und um Reutlingen, die man gesehen haben muss, Emons Köln, 2021, ISBN 978-3-7408-1085-6.

Fachbücher
- Das 1x1 der Pressearbeit im Gastgewerbe. So stellen Sie Ihren Betrieb optimal dar. INTERHOGA, Bonn 2005, ISBN 3-936772-11-8.
- Werbe-Rezepte. Erfolgreiche Kommunikation in der Gastronomie. INTERHOGA, Bonn 2006, ISBN 978-3-936772-30-2.
- mit Bianca Spalteholz: Das Revenue Management Buch. Wie Sie die Erträge Ihres Hotels steigern. INTERHOGA, Bonn 2008, ISBN 978-3-936772-37-1.
- mit Bianca Spalteholz: Das Revenue Management Buch 3.0, INTERHOGA, Berlin 2014, ISBN 978-3-936772-47-0.
- mit Bianca Spalteholz: Total Revenue im Hotel – Gewinnmaximierung in Logis, Resort, Spa, MICE , INTERHOGA Berlin 2020, ISBN 978-3936772487.